# Nick Mancuso
Nick Mancuso, all'anagrafe Nicodemo Antonio Massimo Mancuso (Mammola, 29 maggio 1948), è un attore italiano naturalizzato canadese attivo in campo cinematografico, televisivo e teatrale.
Nativo della Calabria, ha vissuto gran parte della propria infanzia e della sua giovinezza in Canada, prima di trasferirsi negli Stati Uniti d'America, dove vive attualmente. Dalla metà degli anni settanta ad oggi, ha lavorato in oltre 120 produzioni cinematografiche o televisive e in 10 differenti Paesi.

## Biografia
Mancuso è nato a Mammola, in provincia di Reggio Calabria, il 29 maggio del 1948. Nel 1956, emigra con la madre e la sorella in Canada, a Toronto, dove a 16 anni inizia a dedicarsi alla recitazione. Dopo gli studi in psicologia presso l'Università di Toronto, agli inizi degli anni settanta, inizia ad esibirsi nei teatri del Nord America, in opere scritte dai drammaturghi Tennessee Williams, Michael Ondaatje ed Israel Horovitz.
Nel 1974, inizia la propria carriera televisiva, recitando in Doctor Simon Locke e Red Emma. Nello stesso anno, esordisce anche nel grande schermo con il film horror Un Natale rosso sangue (Black Christmas). Nel 1982, vince un Genie Award per la sua interpretazione in Ticket to Heaven, interpretazione giudicata dal Los Angeles Times come una delle migliori del decennio. Nel 1985, rifiuta l'invito, fattogli da Charlton Heston, di diventare membro dell'Academy of Motion Pictures Arts and Sciences, rifiuto che giustifica con delle motivazioni di ordine "filosofico".
Nel 1990, è tra i protagonisti della miniserie televisiva Donna d'onore (Vendetta: Secrets of a Mafia Bride), al fianco di Carol Alt (che ritroverà anche nel film La profezia del 1999.), Eli Wallach ed Eric Roberts. Recita quindi, tra l'altro, nei film Ballando alla luna di settembre (2002), La terra del ritorno, In the Mix - In mezzo ai guai (2005).

## Filmografia parziale

### Attore

#### Cinema
- Black Christmas (Un Natale rosso sangue) (Black Christmas) regia di Bob Clark (1974)
- Le ali della notte (Nightwing), regia di Arthur Hiller (1979)
- La nave fantasma (Death Ship), regia di Alvin Rakoff (1980)
- Ticket to Heaven, regia di Ralph L. Thomas (1981)
- I predatori della vena d'oro (Mother Lode), regia di Charlton Heston (1982)
- Marie Chapdelaine, regia di Gilles Carle (1983)
- Una storia a Los Angeles (Heartbreakers), regia di Bobby Roth (1984)
- L'angelo e il diavolo (Death of an Angel), regia di Petru Popescu (1986)
- Vacanza con il morto (Lena's Holiday), regia di Michael Keusch (1991)
- Drago d'acciaio (Rapid Fire), regia di Dwight H. Little (1992)
- Trappola in alto mare (Under Siege), regia di Andrew Davis (1992)
- Occhi sul delitto (Flinch), regia di George Erschbamer (1994)
- Dentro il sospetto (Suspicious agenda), regia di Clay Borris (1995)
- Uno yankee alla corte di Re Artù (A Young Connecticut Yankee in King Arthur's Court), regia di Ralph L. Thomas (1995)
- Trappola sulle Montagne Rocciose (Under Siege 2: Dark Territory), regia di Geoff Murphy (1995)
- Il prezzo dell'inganno (Vows of Deception), regia di Bill L. Norton (1996)
- Against the Law, regia di Jim Wynorski (1997)
- Legami pericolosi, regia di Mark L. Lester (1997)
- The Invader - Il futuro arriva dallo spazio, regia di Mark Rosman (1997)
- Per amore di Evangeline, regia di Tymothy Bond (1998)
- Provocateur - La spia, regia di Jim Donovan (1998)
- In trappola (Captured), regia di Peter Liapis (1998)
- La profezia (The Prophecy 3: The Ascent), regia di Patrick Lissier (1999)
- Avalanche Alley - Inferno di ghiaccio, regia di Paul Ziller (2001)
- Firefight, regia di Paul Ziller (2003)
- In the Mix - In mezzo ai guai (In the Mix), regia di Ron Underwood (2005)
- Today You Die , regia di Don E. FauntLeRoy (2005)
- Night of Terror, regia di William Tannen (2006)
- Death Warrior, regia di Bill Corcoran (2009)
- Anna, Teresa e le Resistenti, regia di Matteo Scarfò (2010)
- Bomb! Burning fantasy, regia di Matteo Scarfò (2014)
- The Lemon Grove, regia di Dale Hildebrand (2015)
- The Performance, regia di Stephen  Wallis (2017)

#### Televisione
- Dottor Simon Locke (Police Surgeon) - serie TV, 1 episodio (1974)
- Red Emma (1974) (TV)
- Stingray - serie TV (1985)
- Obiettivo amore (1987) (TV)
- Cartoline dal Vietnam (Message from Nam) – film TV (1993)
- Reparto farfalle (For the Love of Aaron) – film TV (1993)
- Una stretta al cuore (Burning Bridges) – film TV (1999)
- Donna d'onore (Vendetta: Secrets of a Mafia Bride), regia di Stuart Margolin - miniserie TV (1991)
- Razza omicida (Perfect Assassins) (1998) TV
- Ballando alla luna di settembre (Dancing at the Harvest Moon), regia di Bobby Roth – film TV (2002)
- Catastrofe dal cielo (Bolts of Destruction, regia di Brenton Spencer - film TV (2003)
- Il sogno di Holly (Brave New Girl), regia di Bobby Roth - film TV (2004)
- La terra del ritorno, regia di Jerry Ciccoritti - miniserie TV (2004)

### Produttore
- 2009: Lost Soul
- 2010: The Last Gamble

### Documentari
- 2009: L'urlo di Chen terrorizza ancora l'occidente - Dragonland  di Lorenzo De Luca

## Doppiatori italiani
Nelle versioni in italiano delle opere in cui ha recitato, Nick Mancuso è stato doppiato da:
- Massimo Lodolo in Cartoline dal Vietnam, Dentro il sospetto
- Luciano Marchitiello in I predatori della vena d'oro
- Ferruccio Amendola in Donna d'onore
- Sandro Iovino in Trappola in alto mare
- Michele Kalamera in Uno yankee alla corte di Re Artù
- Rodolfo Bianchi in La legge dell'inganno
- Roberto Rizzi in Legami pericolosi
- Luigi La Monica in Appuntamento fatale
- Romano Malaspina in Razza omicidia
- Stefano De Sando in Provocateur - La spia
- Marco Mori in Il richiamo della foresta
- Paolo Buglioni in Today You Die

## Riconoscimenti
- 1982: Genie Award come miglior attore protagonista per Ticket to Heaven
- 1982: premio come miglior attore allo Houston Film Festival per Ticket to Heaven
- 1982: premio come miglior attore al Taormina Film Festival per Ticket to Heaven
- 1982: premio come miglior attore dell'Academy of Family Films and Family Television per Ticket to Heaven
- 1984: nomination al Genie Award per il film Maria Chapdelaine
- 1986: premio come miglior attore allo Houston Film Festival per Una storia a Los Angeles